# In Through the Out Door
In Through the Out Door — восьмой  студийный альбом британской рок-группы Led Zeppelin, выпущенный 15 августа 1979 года лейблом Swan Song.
Альбом был записан в течение трёх недель в ноябре-декабре 1978 года в Polar Studios в Стокгольме, Швеция и выпущен на лейбле Swan Song Records 15 августа 1979 года. Дизайнерами обложки выступили старые партнёры Led Zeppelin — дизайнерская студия Hipgnosis.

## История создания
Группа дала альбому такое название для того, чтобы показать недавние потрясения. Среди них смерть сына Роберта Планта Карака и налоговое изгнание, в котором оказалась группа в связи с политикой лейбористских правительств Гарольда Уилсона и Джеймса Калагана. Подобное происходило тогда и с другими британскими группами, например, с Rolling Stones. Попытка вернуться к публике было словно «попытаться войти через выход» (англ. «trying to get in through the 'out' door»).
По контрасту с предыдущими альбомами Led Zeppelin, In Through the Out Door создавался под сильным влиянием басиста и клавишника группы Джона Пола Джонса и вокалиста Роберта Планта, зато несколько меньшим, чем обычно, был композиторский вклад гитариста Джимми Пейджа. Так, в альбоме записаны две песни — «South Bound Saurez» и «All My Love», оказавшиеся единственными, созданными группой Led Zeppelin, в написании которых Пейдж не участвовал. Джон Бонэм был автором композиции «Bonzo’s Montreux», построенной на барабанном соло, и соавтором «Darlene», песни в стиле буги-вуги. Однако обе эти песни вошли лишь в сборник Coda, вышедший в 1982 году, уже после распада группы. Оба последних члена группы часто не появлялись во время записи в студии. Это объясняется тем, что Бонзо боролся с алкоголизмом, а Пейдж пытался покончить с употреблением героина. Именно поэтому большинство песен днём записывались Джонсом и Плантом, а Пейдж и Бонэм записывали свои партии ночью. Джонс вспоминал: «Было два особых лагеря в то время, и наш (с Плантом) был относительно "чистым"».
Пейдж и Бонэм выразили своё отношение к альбому позже. В своём интервью журналу Guitar World в 1998 году Пейдж заявил, что он и Бонэм:
... чувствовали, что In Through the Out Door очень мягкий. Я действительно был обеспокоен «All My Love». Я немного волновался за припев. И я думал, что это не наше. Это не наше. Вроде всё было нормально, но я не хотел продолжать это направление в будущем.
Композиции «Wearing and Tearing», «Ozone Baby» и «Darlene» были записаны во время сессий для этого альбома, но они не попали в сам альбом, так как для них не хватило места на пластинке. Позже они появились в альбоме Coda, который увидел свет через три года.
Альбом хотели выпустить примерно до двойного концерта в Небуорте в 1979 году, но выпустили позже. Причиной были сами концерты. Плант в шутку иногда ссылался на задержки во время работы 4 августа.
Альбом занял первое место в чартах Billboard ещё на первой неделе после выпуска — рекорд для группы. Как результат этого, весь каталог Led Zeppelin оказался в Billboard Top 200 на восемь дней: с 27 октября по 3 ноября 1979 года. В настоящее время зарегистрировано более 6 миллионов проданных копий альбома в США.
In Through the Out Door стал последним студийным альбомом группы, выпущенным при жизни барабанщика Джона Бонэма. 25 сентября 1980 года он скончался в результате удушья, вызванного попаданием в лёгкие рвотных масс.

## Обложка
Альбом In Through The Out Door вышел с шестью разными оформлениями конвертов, выполненных студией Hipgnosis. Альбом продавался в пакете из светло-коричневой обёрточной бумаги, поэтому покупатели не могли видеть, с каким оформлением им достанется альбом. Это был маркетинговый ход Джимми Пейджа, направленный, в первую очередь, на увеличение продаж. Фанат-коллекционер не мог упустить возможности и не приобрести все шесть разновидностей альбома. Впрочем, конверты всё же можно было идентифицировать: на внешнем пакете находилась маленькая буковка — от A до F, которая и обозначала версию обложки, лежащей внутри.
Каждая обложка является «взглядом» одного из шести человек, находящихся в баре, на седьмого, «Джона». Имя Джон взято из английского идиоматического выражения Dear John letter, обозначающего письмо от женщины к мужчине, информирующее, что их отношения окончены. Таким образом, «Джона» бросила женщина, и он пытается забыться в этом маленьком баре.
На обратной стороне обложки в центре изображён тот человек, который смотрит на «Джона» на лицевой стороне обложки.
Внутри каждого конверта есть уникальный внутренний конверт из тонкой бумаги с чёрно-белым изображением стакана со спиртным, сигары и других предметов, лежащих на стойке бара. Но если эту бумагу слегка намочить, изображение становится окрашенным в пастельные цвета.
Бар является абсентовым, расположенным на Бурбон-стрит, дом 400 в Новом Орлеане, штат Луизиана. Стены покрыты пожелтевшими визитными карточками и долларовыми купюрами. Он был вновь воссоздан в лондонской студии для создания обложки альбома.

Лицевая сторона А: Мужчина, стоящий с открытым кошельком
Задняя сторона А: Женщина, сидящая у края барной стойки
Лицевая сторона В: Женщина, стоящая у края барной стойки, облокотившись к стене
Задняя сторона В: Пианист

Сторм Торгерсон так объяснил дизайн в книге Eye of the Storm:

Использование сепии дало возможность создать эффект пожелтевшей от времени фотографии, а также позволило нанести контрастный мазок кистью приблизительно в центре изображения, дабы намекнуть на то, что это всё-таки цветной снимок. Подобная полоска напоминает следы «дворников» на мокром ветровом стекле, а мазок свежей красной краски на потускневшей поверхности намекает на новый взгляд на старое, о чём, собственно, Led Zeppelin и рассказывали нам в своём очередном альбоме.
Оригинальный текст (англ.)The sepia quality was meant to evoke a non-specific past and to allow the brushstroke across the middle to be better rendered in colour and so make a contrast. This self same brushstroke was like the swish of a wiper across a wet windscreen, like a lick of fresh paint across a faded surface, a new look to an old scene, which was what Led Zeppelin told us about their album. A lick of fresh paint, as per Led Zeppelin, and the music on this album... It somehow grew in proportion and became six viewpoints of the same man in the bar, seen by the six other characters. Six different versions of the same image and six different covers.

В 1980 году Hipgnosis были номинированы на премию Грэмми в категории лучшая обложка альбома за «In Through the Out Door».
В 1980-х годах компании звукозаписи прекратили выпуск шести вариантов обложек, оставив только конверт F. Когда альбом впервые издавался на компакт-диске, в качестве обложки была взята картинка с лицевой стороны конверта B. А в более поздних выпусках Remasters используются три фотографии: лицевая сторона — лицевая сторона конверта B, среднее изображение и обратная сторона — с конверта С.

## Отзывы
| Совокупная оценка             | Совокупная оценка |
| Источник                      | Оценка            |
| ----------------------------- | ----------------- |
| Metacritic                    | 73/100            |
| Оценки критиков               |                   |
| Источник                      | Оценка            |
| AllMusic                      | [ 11 ]            |
| Robert Christgau              | B+                |
| Classic Rock                  | 7/10              |
| The Daily Telegraph           | [ 14 ]            |
| MusicHound                    | 4/5               |
| Pitchfork Media               | 8.0/10            |
| Q                             | [ 17 ]            |
| Rolling Stone                 | (mixed)           |
| The Rolling Stone Album Guide | [ 19 ]            |
| Smash Hits                    | 7/10              |

## Список композиций

### Сторона 1
1. «In the Evening» (Джонс/Пэйдж/Плант) — 6:49
2. «South Bound Saurez» (Джонс/Плант) — 4:12
3. «Fool in the Rain» (Джонс/Пэйдж/Плант) — 6:12
4. «Hot Dog» (Пэйдж/Плант) — 3:17

### Сторона 2
1. «Carouselambra» (Джонс/Пэйдж/Плант) — 10:32
2. «All My Love» (Джонс/Плант) — 5:51
3. «I’m Gonna Crawl» (Джонс/Пэйдж/Плант) — 5:30

## Участники записи
Led Zeppelin
- Джимми Пэйдж — электрогитара, соло-гитара, продюсер
- Роберт Плант — вокал, губная гармошка
- Джон Пол Джонс — бас-гитара, клавишные, синтезатор
- Джон Бонэм — барабаны, перкуссия

Технический персонал
- Питер Грант — исполнительный продюсер
- Лейф Масес — звукоинженер
- Леннард Эстлунд — звукоинженер
- Hipgnosis — дизайн обложки

## Чарты
| Чарт(1979–80)                   | Позиция |
| ------------------------------- | ------- |
| Australian KMR Albums Chart     | 3       |
| Austrian Albums Chart           | 15      |
| Canadian RPM Albums Chart       | 1       |
| French Albums Chart             | 7       |
| Italian Albums Chart            | 12      |
| Japanese Albums Chart           | 2       |
| New Zealand Top 50 Albums Chart | 1       |
| Norwegian Albums Chart          | 14      |
| Spanish Albums Chart            | 5       |
| Swedish Albums Chart            | 17      |
| UK Albums Chart                 | 1       |
| US Billboard 200                | 1       |
| West German Albums Chart        | 28      |
| Чарт (2015)                     | Позиция |
| Swiss Albums Chart              | 17      |

Синглы
| Год  | Сингл              | Чарт              | Позиция |
| ---- | ------------------ | ----------------- | ------- |
| 1980 | "Fool in the Rain" | Billboard Hot 100 | 21      |

## Сертификации
| Регион                                                      | Сертификация  | Продажи    |
| ----------------------------------------------------------- | ------------- | ---------- |
| Аргентина (CAPIF)                                           | Золотой       | 30 000^    |
| Австралия (ARIA)                                            | 2× Платиновый | 140 000^   |
| Великобритания (BPI)                                        | Платиновый    | 300 000^   |
| США (RIAA)                                                  | 6× Платиновый | 6 000 000^ |
| ^ Данные о тиражах приведены только на основе сертификации. |               |            |